# Trégarantec
Trégarantec är en kommun i departementet Finistère i regionen Bretagne i västra Frankrike. Kommunen ligger i kantonen Lesneven som tillhör arrondissementet Brest. År 2022 hade Trégarantec 628 invånare.

## Befolkningsutveckling
Antalet invånare i kommunen Trégarantec
Referens:INSEE